# هستر مارتا پول
هستر مارتا پول (به انگلیسی: Hester Martha Poole) (زاده ۲۷ مه ۱۸۳۳–درگذشته ۱۹۳۲) نویسنده، شاعر ، منتقد هنری، هنرمند و مدافع حقوق زنان در آمریکا بود. 

## زندگی شخصی
او خانه خود را در متوچن، نیوجرسی ساخت.  پول در سال ۱۹۳۲ درگذشت. 